# 胡椒警長
「胡椒警長」（ペッパー警部）是日本的女子偶像組合早安少女組。的第37张单曲。2008年9月24日由zetima发售。

## 概要
- 「胡椒警長」是繼「早安少女組。之突然出現的葫蘆島」以來第2首翻唱歌曲。
- 「胡椒警長」是女子偶像組合「Pink Lady」的歌曲，而B面曲「Romance」是歌手岩崎宏美的歌曲
- 此單曲有3個版本，分別有「初回生産限定盤A」、「初回生産限定盤B」和「CD ONLY」。「初回生産限定盤A」收錄了「胡椒警長」的Making和訪問。
- 在10月6日於公信榜單曲週排行榜取得第3位。

## 收錄内容

### CD（初回生産限定盤, CD ONLY）
CD
1. 胡椒警長
（作詞：阿久悠　作曲：都倉俊一　編曲：笹本安詞）
2. Romance（ロマンス）
（作詞：阿久悠　作曲：筒美京平　編曲：土肥真生）
3. 胡椒警長(Instrumental)

### DVD（初回生産限定盤A）
1. 胡椒警長（Making）
2. 訪問